# Plouguenast
Plouguenast är en kommun i departementet Côtes-d'Armor i regionen Bretagne i nordvästra Frankrike. Kommunen ligger i kantonen Plouguenast som tillhör arrondissementet Saint-Brieuc. År 2018 hade Plouguenast 1 886 invånare.

## Befolkningsutveckling
Antalet invånare i kommunen Plouguenast
Referens:INSEE